# Сан-Каэтану-ду-Сул
Сан-Каэтану-ду-Сул (порт. São Caetano do Sul)  —  муниципалитет в Бразилии, входит в штат Сан-Паулу. Составная часть мезорегиона Агломерация Сан-Паулу. Находится в составе крупной городской агломерации Агломерация Сан-Паулу. Входит в экономико-статистический  микрорегион Сан-Паулу. Население составляет 144 857 человек на 2007 год. Занимает площадь 15,360 км². Плотность населения — 9.430,8 чел./км².

## История
Город основан 28 июля 1877 года. 

## Статистика
- Валовой внутренний продукт на 2005 составляет 8.003.490.080,00 реалов (данные: Бразильский институт географии и статистики).
- Валовой внутренний продукт на душу населения на 2005 составляет 59.596,34 реалов (данные: Бразильский институт географии и статистики).
- Индекс развития человеческого потенциала на 2000 составляет 0,919 (данные: Программа развития ООН).

## География
Климат местности: субтропический. В соответствии с классификацией Кёппена, климат относится к категории Cfb.

## Галерея

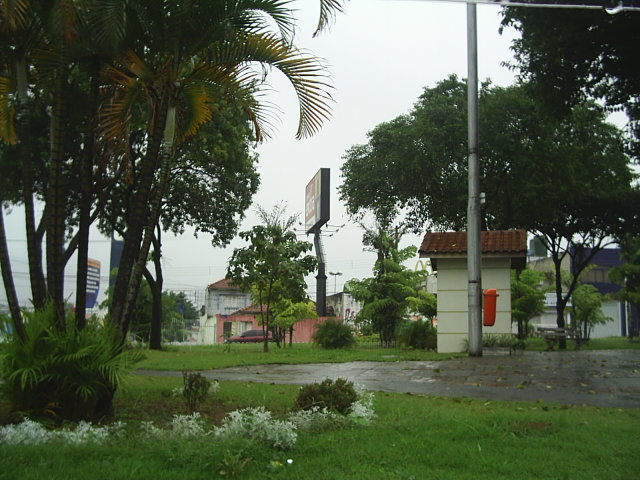
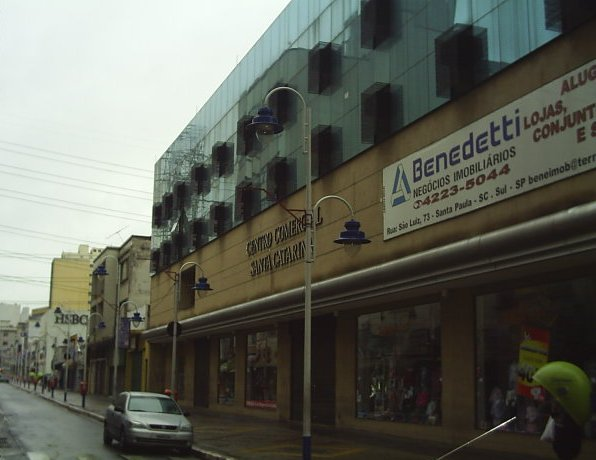
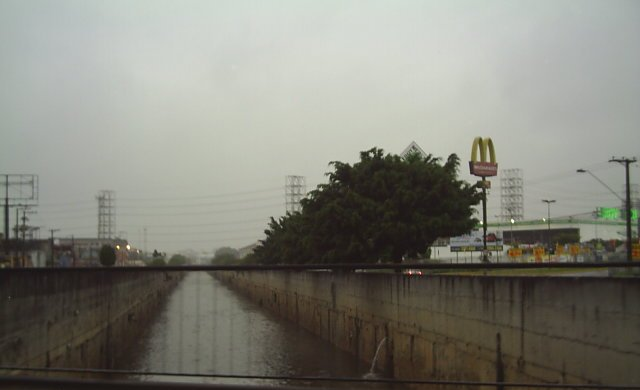